# تور (نظام صاروخي)
النظام الصاروخي تور (بالروسية: Тор) هو نظام صاروخي مضاد للطائرات ذاتي الحركة قصير المدى يعمل في الارتفاعات المنخفضة والمنخفضة جداً وفي كافة الأحوال الجوية صمم للتعامل مع الطائرات الحربية والطائرات المروحية والصواريخ الكروز وقنابل الطائرات الموجهة والصواريخ الباليستية قصيرة المدى تم تطويره في الاتحاد السوفيتي من قبل الإدارة الرئيسية للصواريخ والمدفعية لوزارة الدفاع الروسية تحت الكود 9K330 ولقب تعريف الناتو له (بالإنجليزية: SA-15 "Gauntlet")‏ «سام-15» جاونتلت (القفاز الواقي) أما التسمية الروسية تور وهي تسمية الجيش الروسي فلها معنيان: طارة  وهو الشكل الهندسي الذي يشبه الحقل الراداري للمنظومة . والمعنى الثاني ثور إله الرعد عند الشعوب الجرمانية القديمة. كما يوجد للمنظومة نسخة بحرية تثبت على السفن تسمى 9K95 كينجال (بالروسية: Кинжал) تعني الخنجر لقب تعريف الناتو: سام-بحري-9 جوانتلت (بالإنجليزية: SA-N-9 "Gauntlet")‏ . كما يعتبر النظام تور هو أول نظام دفاع جوي صاروخي صمم خصيصاً للاشتباك مع الصواريخ الموجهة بدقة عالية مثل إيه جي إم-86 .

## التطوير
بدأت تطوير منظومة التور في 4 فبراير 1975، وذلك استجابة لتوجيهات اللجنة المركزية للحزب الشيوعي. ليكون خلفاً للنظام 9K33 أسا لقب تعريف الناتو: سام 8 جسكو (بالإنجليزية: SA-8 "Gecko")‏ . تم التطوير بالتوازي مع النسخة البحرية لتُثَبَّت على عدة فئات من السفن الحربية المطورة بما في ذلك طرادات المعركة فئة كيروف وتطوير الموجود على السفن القديمة .
كان المسئول عن التطوير مكتب تصميم أنتي . والمسئول عن تطوير الصواريخ مكتب تصميم فاكل برئاسة بيتر جروشن والمسئول عن تطوير النسخة البحرية كينجال مكتب تصميم ألتاير. وتم توحيد جميع مطوري ومصنعي النظام الصاروخي تور في شركة ألماز أنتي في عام 2002 .
حُددت مجموعة من المواصفات لتكون هدف مشروع التطوير فكان على التطوير أن يشمل توسيع مدى الكشف، وتتبع الأهداف السريعة المنخفضة ذات المقطع الراداري الصغير، ويكون قادر على التعامل مع الغارات الجوية لعدة أهداف مجتمعة، وفي نفس الوقت توفير درجة عالية من العمل الآلي لتخفيض احتمال الأخطاء البشرية، وتوفير زمن رد فعل قليل للتعامل مع الأهداف المفاجئة السريعة التي تطير على ارتفاع منخفض، بالإضافة إلى القدرة على التكامل مع معدات الدفاع الجوي الأخرى الموجودة في الخدمة لربط المنظومة مع مراكز القيادة والسيطرة الآلية. من أجل تحقيق هذه المواصفات استخدم المصممون مجموعة من التقنيات الحديثة بما في ذلك رادار متقدم ذو هوائي مصفوفة لتحسين القدرة على الكشف والتتبع، واستخدام المعالجات الرقمية عالية السرعة، والإطلاق العمودي للصواريخ لتحسين زمن رد الفعل وتقليل الحد القريب للتوجيه وزيادة عدد الصواريخ المتاحة للإطلاق. بعد فترة من الاختبار والتقييم ما بين ديسمبر 1983 وديسمبر 1984، قُبِّل النظام في الخدمة للقوات البرية في 19 مارس  1986.
على الرغم من بدء الاختبارات في وقت سابق من نظيرتها الأرضية، فإن النسخة البحرية كينجال طال زمن تطويره لكنه دخل أخيرا الخدمة في عام 1989.

### التحسينات
حتى في الوقت الذي كانت فيه منظومة التور في الخدمة، بدأ العمل على تحسين النظام، مما أدى إلى إصدار محسن، وهو تور إم-1. وقدمت العديد من التحسينات على النظام الأصلي وشملت هذه التحسينات إضافة قناة تحكم لإطلاق صاروخ ثاني، والسماح بالاشتباك مع هدفين في آن واحد، وكذلك ترقية نظام التتبع البصري وأجهزة الحاسوب. كما عُدِلَ نظام التغلب على الإعاقة الإلكترونية وتعديل تصميم الرؤوس الحربية أيضا، كما طُوِّرَت معدات نقل وتداول الصواريخ. أجرت الدولة الاختبارات بين مارس وديسمبر عام 1989، وأظهرت النتيجة أن النظام يمكنه ألاشتباك مع الأهداف بزمن دورة اشتباك أقل مع ارتفاع نسبة تدمير الهدف. أُدْخِل تور إم-1 في الخدمة في عام 1991. أضيفت تعديلات كذلك كرد فعل من الخبرة المكتسبة من قصف حلف شمال الأطلسي عام 1995 في البوسنة والهرسك مما أدى إلى تحسين تور إم-1 في إمكانيات الاتصال بشبكة القيادة والسيطرة الآلية وأنظمة التغلب على الإعاقة الإلكترونية .

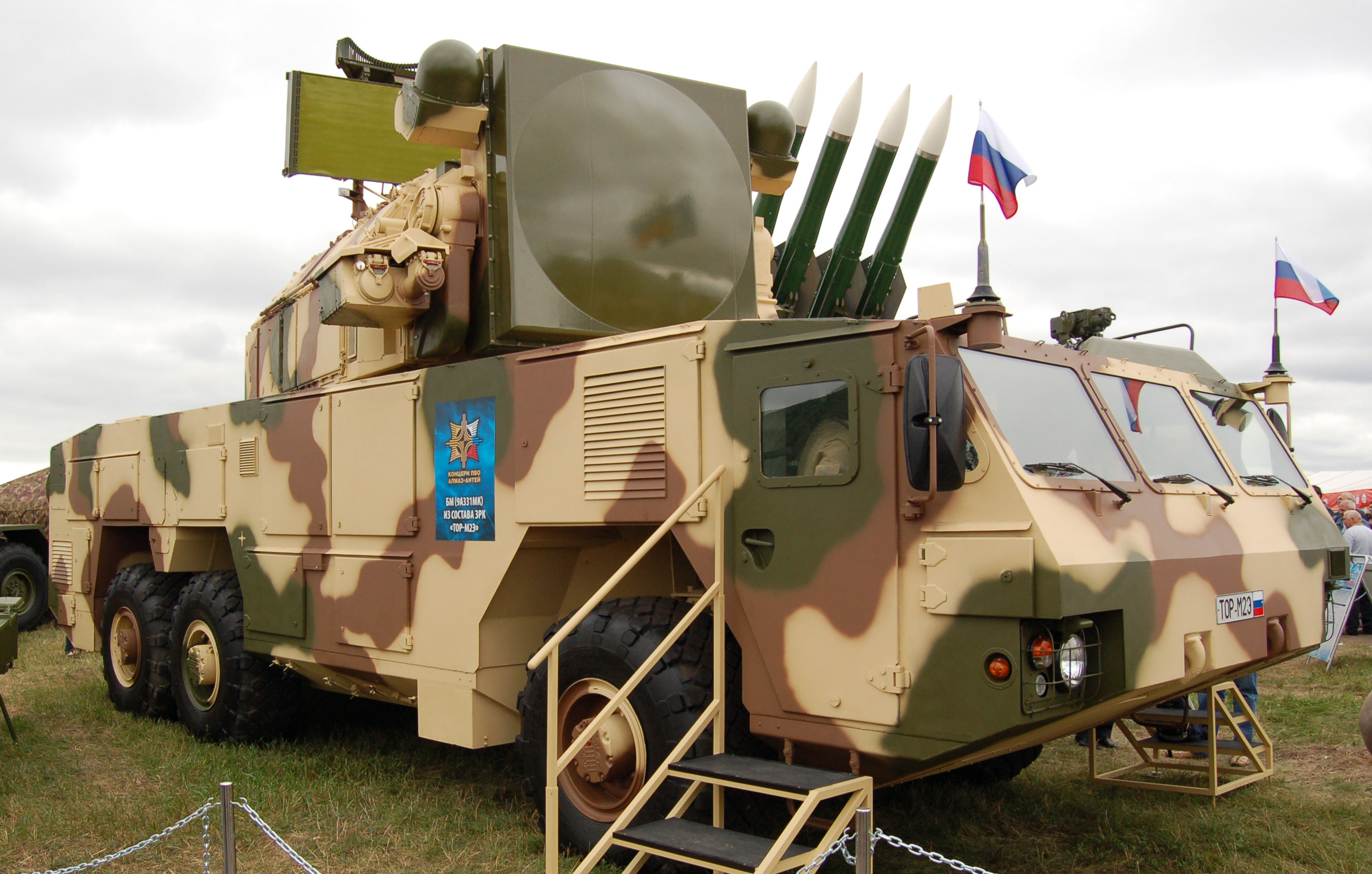
تور إم-2 في معرض ماكس 2007 وفي الخلفية صواريخ البوك

استمر تحسين المنظومة أثناء وجودها في الخدمة من مطوري ألماز أنتي لتظهر النسخة الجديدة تور إم-2 في معرض ماكس للأسلحة الجوية عام 2007 .ظهرت التحسينات في توسيع مدى رادار توجيه الصواريخ. وزيادة قنوات التوجيه إلى أربعة قنوات مما يسمح بتتبع أربع أهداف وتوجيه أربعة صواريخ في نفس اللحظة. بالإضافة إلى تغيير نظام الحاسوب الرقمي ونظام التتبع البصري ليعمل في كافة الأوقات (ليلاً ونهاراً) . كما قدمت نسخة جديدة من تور إم-2 على هيكل عربة مدرعة بعجلات .

## المواصفات
أقرب الأنظمة الصاروخية للتور في طريقة العمل والوظيفة هي النظام الصاروخي رابير البريطاني والكروتال الفرنسي . وتعتبر الأنظمة الثلاثة ذاتية الحركة. التور باستخدام المعدة القتالية 9A331 والتي يتكون طاقمها من أربعة أفراد (ثلاثة مشغلين + سائق) وتعمل المعدة كقاذف نقل وإطلاق صواريخ ورادار في نفس الوقت. المعدة مثبتة على مجنزرة طراز ج م-355 (بالروسية: ГМ 355) من مصنع متروفاجونماش وفي تور إم-1 عُدِّلَ ليثبت على مجنزرة ج م-5955 (بالروسية: ГМ 5955). وكما في النظامين رابير والكروتال فيوجد من التور بالإضافة إلى النسخة المجنزرة يوجد نسخة ثابتة وأخرى مثبتة على مقطورة كما ظهرت أيضاً في تور إم-2 نسخة مثبتة على عربة بعجلات.

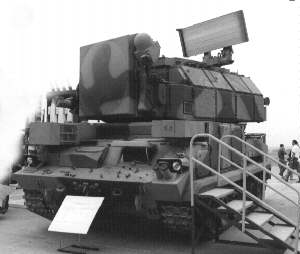
قاذف تور إم-2 9K332

ثم تصميم التور بطريقة مشابهة لأنظمة الدفاع الجوي التي سبقته الأسا 9K33 والتونجوسكا 9K22. تتميز معدة التور بأن لها برج على قمته رادار كشف الأهداف وفي الجزء الأمامي منه رادار التوجيه. وفي المنتصف بين الإثنين يوجد 8 صواريخ جاهزة للإطلاق مخزنة عمودياً داخل المعدة.

### رادار كشف الأهداف
رادار كشف الأهداف (بالروسية: Станция обнаружения целей СОЦ ) هو رادار دوبلر نبضي ثلاثي الأبعاد يعمل في الحيز الترددي ف (3-4) جيجا هرتز، ومجهز بهوائي قطع مكافئ (هوائي مثقب في تور إم-2) يقوم بالمسح الميكانيكي ثم الإلكتروني في زاوية السمت في قطاع بزاوية 32 درجة، وتبلغ قيمة متوسط القدرة المرسلة 1,5 كيلو وات مما يوفر حد أقصى لمدى الكشف 25 كم (16 ميل) (32 كم في تور إم-2). في قلب المعد من الداخل يوجد نظام رقمي للتحكم وإطلاق الصواريخ يمكنه التعامل حتى 48 هدف ويتتبع أخطر 10 أهداف منهم. كما يتكامل مع نظام التعارف في المعدة. ويثبت هوائي نظام التعارف في أعلى هوائي رادار الكشف.

### رادار التوجيه
رادار التوجيه (بالروسية: Станция наведения СН) هو رادار دوبلر نبضي ذو هوائي مصفوفة طوري يعمل في الحيز الترددي غ والحيز الترددي هـ ثم الحيز التردي ك يجري مسح إلكتروني في اتجاه السمت. يعتبر الرادار من فئة المصفوفة المرققة حيث استخدم المصممون عدد قليل من العناصر حيث يحتوي على 570 من مزيحات الطور ويعمل بالاستقطاب الخطي. متوسط قدرة الخرج لجهاز الرادار 0.6 كيلووات مما يحقق حد أقصى لمدى الالتقاط والتوجيه 20 كم (16 ميل) (30 كم في تور إم-2). في الأصل كانت معدة التور مصممة للاشتباك مع هدف واحد بصاروخين. لكن لاحقاً ومن ضمن التحسينات تم زيادة قنوات التوجيه وتحسين حاسوب التحكم في الالتقاط والتوجيه وإطلاق الصواريخ. ففي تور إم-1 كان هناك قناتي توجيه مما سمح بالاشتباك مع هدفين وإطلاق صاروخين في نفس اللحظة. وفي تور إم-2 أصبح هناك أربع قنوات توجيه مما يسمح له بالاشتباك مع أربعة أهداف وإطلاق أربعة صواريخ في نفس الوقت. وهناك أيضاً هوائي صغير يظهر على شكل نصف كرة ملتصق بالجزء العلوي من هوائي رادار التوجيه وهو خاص باستقبال المعلومات من الصاروخ في فترة ما بعد الإطلاق ويسمى هوائي قناة الالتقاط وأصبح في تور إم-2 هوائيين.

### خصائص مميزة
يشكل الرادارين معاً بهذه التركيبة ما له لقب تعريف الناتو (بالإنجليزية: Scrum Half)‏ وتعني نصف مكتظ وتسمح هذه التركيبة بتصغير حجم المركبة. ويمكن طي هوائي رادار الكشف أفقياً أثناء التحرك كما يمكن تدوير هوائي رادار التوجيه جزئياً لتغيير وضعه من الوضع العمودي إلى وضع شبه أفقي أثناء التحرك. وفي تور إم-2 لتمكينه من التغلب على الإعاقة الإلكترونية الشديدة أثناء الاشتباك وهو من صفات المعارك الحديثة، أضيف نظام تتبع بصري للأهداف متكامل مع رادار التوجيه.
لأن التور نظام محمول بالكامل فهو قادر على كشف وتتبع الأهداف الجوية أثناء التحرك ولكنه يحتاج إلى وقفة قصيرة لإطلاق الصواريخ وتوجيهها في الجو. ويقدر زمن رد الفعل للنظام (من لحظة اكتشاف الهدف وحتى انطلاق الصاروخ) من 5-8 ثانية على حسب نظام الإطلاق المستخدم. كما يقدر زمن دورة الاشتباك (من لحظة اكتشاف الهدف وحتى تدميره) من 10-25 ثانية  على حسب سرعة الهدف وحجمه وارتفاعه ومساره. ويتم تغذية المعدة بالقدرة الكهربية أثناء التحرك من وحدة تغذية إضافية تعمل بواسطة محرك توربيني ليسمح للمعدة بكشف وتتبع الأهداف أثناء التحرك أو إطفاء المحرك الرئيسي للمعدة أثناء التوقف وهي تعمل بكافة إمكانياتها. والنظام مزود بحاسوب رقمي عالي السرعة والذي يقوم بتخصيص وتحديد خطورة الأهداف تلقائياً ويمكن النظام من العمل بأقل تدخل من المستخدم إذا أراد ذلك. والسبب في هذا استخدام الحاسوب عالي السرعة مع رادار المصفوفة مما يمكن النظام من التعامل مع الأهداف السريعة والمناورة ذات المقطع الراداري الصغير بزمن رد فعل قصير ودقة عالية في التتبع والتدمير. كما أن المعدة مزودة بوسائل حماية ضد أسلحة التدمير الشامل (النووية والكيميائية والبيولوجية).

### التكوين
تتكون بطارية التور (كتيبة دفاع جوي) من :
- 1 مركز قيادة وسيطرة آلي متحرك رانجير إم 9C737M (بالروسية: Ранжир-М) .
- 4 معدة تور (تور إم-1 9A331) أو (تور إم-2  9A331M).
- 2 عربة نقل وتعمير صواريخ 9T224.
- 2 عربة نقل صواريخ 9T245.
- 1 عربة صيانة بطارية (كتيبة) 9B887M.
- وحدة نارية صاروخية 32 صاروخ 9M331.

ويمكن استخدام معدتين تور إم-2 للعمل معاً كوحدة منفصلة في حالات خاصة باستخدام خاصية العمل كفصيلة وهي خاصية متوفرة فقط في تور إم-2.
كما يوجد مجموعة من المعدات التي قد تضاف إلى البطارية لتحسين الأداء وزيادة التكامل وإضافة مميزات أخرى:
- عربة مجموعة قطع غيار 9Ф399-1М2.
- مجموعة مساعدات تحميل 9Ф116 وتستخدم في نقل وتداول الصواريخ.
- عربة إصلاح مجنزرات MTO-АГ3М1.
- عربة صيانة لواء 9B887-1M2 .
- مقلد تدريب علي معدة التور 9Ф678.

كما يمكن إضافة أي عدد من الصواريخ وعربات نقل الصواريخ.

### الأنواع
| المنظومة الخصائص                                        | تور (بالروسية: Тор) | تور إم (بالروسية: Тор-М) | تور إم-1 (بالروسية: Тор-М1) | تور إم-2 (بالروسية: Тор-М2) |
| ------------------------------------------------------- | ------------------- | ------------------------ | --------------------------- | --------------------------- |
| الكود الروسي                                            | 9A330               | 9A331                    | 9A331-1,9A331-1B            | 9A331M                      |
| إنتاج                                                   | 1986                | 1989                     | 1991                        | 2008                        |
| عدد الصواريخ للقاذف                                     | 8                   | 8                        | 8                           | 8                           |
| مدى التدمير                                             | 2–12 كم             | 1.5–12 كم                | 1–12 كم                     | 1–12 كم                     |
| ارتفاع التدمير                                          | 10–6000 م           | 10–6000 م                | 10–10000 م                  | 10–10000 م                  |
| أقصى مسار الهدف بالكم                                   | 6                   | 6                        | 8                           | 8                           |
| أقصى مدى للالتقاط بالكم                                 | 25                  | 25                       | 25                          | 32                          |
| زمن رد الفعل بالثانية                                   | 5–10                | 5–10                     | 5–10                        | 5–10                        |
| أقل مساحة مقطع راداري للهدف م2                          | 0.1                 | 0.1                      | 0.1                         | 0.05                        |
| عدد الأهداف التي يتم الاشتباك معها في نفس اللحظة للمعدة | 1                   | 2                        | 2                           | 4                           |
| عدد أفراد الطاقم (منهم السائق)                          | 4                   | 4                        | 4                           | 3                           |
| زمن الجهازية بالدقائق                                   | 3                   | 3                        | 3                           | 3                           |

## الصواريخ
بدأ تطوير الصاروخ 9M330 مع المنظومة كاملة وكان المسئول عن التطوير مكتب تصميم فاكل برئاسة بيتر جروشن وكما طور التور 9K330 عن سابقه الأسا 9K33 كذلك طور الصاروخ 9M330 عن سابقه 9M33 . اِحْتُفِظَ بنظام التوجيه وتم زيادة سرعة الصاروخ والحد الأقصى للتدمير وتقليل الحد القريب وإضافة نظام الإطلاق العمودي البارد ليسمح للقاذف بحمل عدد أكبر من الصواريخ.
في منتصف التسعينيات وكما طور التور 9K330 إلى تور إم-1 9K331 تم تطوير الصاروخ 9M330 إلى 9M331 ليتناسب مع الإمكانيات الجديدة للمنظومة وظل في الخدمة حتى الآن مع تور إم-2.
تعمل الشركة المصنعة للصاروخ على تطوير الصواريخ حيث لم يطرأ عليها أي تطور من منتصف التسعينات وبدأ بالفعل في بداية عام 2014 في اختبار صواريخ جديدة أصغر حجماً وأعلى في الكفاءة حيث يحمل غلاف الإطلاق الجديد 9M338 ثمان صواريخ بدلا من أربعة في الغلاف المستخدم حالية.وقد نجحت التجارب الاختبارية الأولية وتعد الشركة الآن مخطط لبدء الإنتاج الكمي للصواريخ الجديدة .

### أسلوب عمل الصاروخ
يُطلق الصاروخ عموديا (إطلاق بارد) بواسطة أداة المنجنيق التي تقذف الصاروخ لارتفاع 25 متر ثم تعمل عبوة وقود صاروخي داخلية تحت الدفات وبعد تحريك الدفات قي اتجاه محدد مما يؤدى إلى إمالة الصاروخ وعند وصوله للميل المحدد تعمل المحركات وينطلق الصاروخ في خط مستقيم في اتجاه المحل المستقبلي للهدف.
ينطلق الصاروخ في البداية في خط مستقيم دون توجيه حيث يكون خارج الشعاع الصادر من هوائي التوجيه ويعمل الصاروخ على إرسال نبضة إجابة غير متزامنة حتى يصل إلى شعاع التوجيه فيبدأ في استقبال الأوامر وينتج نبضة إجابة متزامنة وتنتهي هذه المرحلة بعد 1.5 كم .
يستمر الصاروخ في الطيران الموجه بواسطة أوامر التوجيه الصادرة من رادار التوجيه حتى يصل على مسافة قريبة من الهدف فتبدأ الطابة الرادارية في العمل وتنتج إشارة التفجير قبل وصول الصاروخ للهدف لتنفجر الرأس المدمرة منتجة مخروط كثيف من الشظايا مصاحبة لموجة انفجارية (تضاغطيه -حرارية )التي تصيب الهدف محققة نسبة تدمير لا تقل عن 80% من الهدف .

## المستخدمون

### مشغلون حاليون
- روسيا:
- الجزائر:[15]
- أذربيجان:[16]
- أرمينيا:[17]
- بيلاروس:[18][19]
- الصين:[20][21]
- قبرص:[20]
- مصر:[22][23][24]
- اليونان:[20]
- إيران:[25]
- كوريا الشمالية:
- بيرو:[26][27]
- سوريا:[28]

### مستخدمون سابقون
- الاتحاد السوفيتي
- جورجيا:[29][30]
- كازاخستان